# Il diario del vampiro - La lotta
 Il diario del vampiro - La lotta è il 2º libro della saga di Il diario del vampiro di Lisa J. Smith, pubblicato nel 1991 negli Stati Uniti e a novembre 2008 in italiano.

## Trama
Dopo essere stato accusato dell'omicidio del professor Tanner, Stefan scompare. Elena affronta Damon nel cimitero della città, ma il ragazzo nega di sapere dove si trova il fratello. Con l'aiuto dei poteri dell'amica strega Bonnie, Elena ed i suoi amici trovano Stefan chiuso in un pozzo, prossimo alla morte. Il vampiro riesce a salvarsi solo bevendo il sangue di Elena. Damon usa i suoi poteri per entrare nei sogni di Elena e una notte la ragazza, senza rendersene conto, scambia il sangue con lui: si trova così nella stessa situazione che i fratelli Salvatore si erano trovati ad affrontare quando sono stati trasformati in vampiri. Infatti, Stefan e Damon si contendevano l'amore della vampira Katherine, che scambiava il proprio sangue con entrambi perché non riusciva a scegliere. Intanto, Caroline Forbes, ex-amica di Elena, decide di rivelare a tutti i segreti della ragazza leggendo pubblicamente, durante il Founder's Day della cittadina, il diario che le ha sottratto, ma l'intervento all'ultimo minuto di Damon salva la situazione. Elena crede che i suoi problemi siano finiti, ma una lite con sua zia e il suo compagno Robert, che non approvano la relazione di Stefan con la nipote, ritenendo che invece debba frequentare Damon, la fanno scappare sconvolta con la macchina del suo amico Matt. Una strana presenza la insegue ed Elena cade nel fiume, dove annega, nonostante il disperato tentativo di salvarla da parte di Stefan e degli amici della ragazza. Il giovane, disperato, inizia a lottare con Damon, da lui considerato il colpevole della morte della sua fidanzata, ma Elena, avendo ricevuto il sangue dei due fratelli, si risveglia trasformata in vampiro.

## Edizioni
- Lisa Jane Smith, Il diario del vampiro. La lotta, Nuova Narrativa Newton, 2008,  pp. 208 pagine, ISBN 978-88-541-1319-0.

- Lisa Jane Smith, Il diario del vampiro. Il risveglio - La lotta - La furia - La messa nera, Grandi Tascabili Contemporanei, 2012,  pp. 640 pagine, ISBN 978-88-541-3549-9.

- Lisa Jane Smith, Il diario del vampiro. 10 romanzi in 1, I Superinsuperabili, 2013,  pp. 1472 pagine, ISBN 978-88-541-5516-9.
- Lisa Jane Smith, Il diario del vampiro. La lotta, Newton Compton collana King, 5 luglio 2018, pp. 214 pagine, ISBN 978-8822717924.